# André Perpète
André Perpète, né le 16 mars 1956 à Arlon, est un homme politique belge wallon, membre du PS.
Il est licencié en droit et avocat.

## Fonctions politiques
- Ancien conseiller provincial de la province de Luxembourg.
- Ancien député permanent de la province de Luxembourg.
- Premier Échevin d’Arlon.
- Député fédéral :
  - du 18 mai 2003 au 12 mai 2010.
  - depuis le 6 décembre 2011 au 25 mai 2014 en remplacement du secrétaire d'état Philippe Courard, empêché.

Conforté dans sa place de leader du PS arlonais lors du scrutin du 14 octobre 2012, il conservera sa place de Premier Echevin de la ville d'Arlon.
Il essaie tout pour sauvegarder le Poste d'alerte 82 des Chasseurs ardennais de Sterpenich.